# كلية بيري
كلية بيري (بالإنجليزية: Berry College)‏ هي كلية فنون ليبرالية مسيحية في ماونت بيري، جورجيا. وهي معتمدة من قبل الرابطة الجنوبية للكليات والمدارس. تأسست بيري عام 1902م من قبل مارثا بيري. مع 27,000 أكر (110 كـم2)، تدعي كلية بيري أن لديها أكبر حرم جامعي في العالم.

## التركيبة السكانية للطلاب
تضم كلية بيري ما مجموعه 2141 طالبًا جامعيًا، وبلغ عدد طلاب سنة 2013م طالبًا 789 طالبًا. هناك 82 طالب دراسات عليا. هناك نسبة الإناث إلى الذكور 66:34 و68٪ من الطلاب هم من المقيمين في الدولة. يأتي الطلاب من 33 ولاية و17 دولة أجنبية على الأقل.  

## أكاديميات

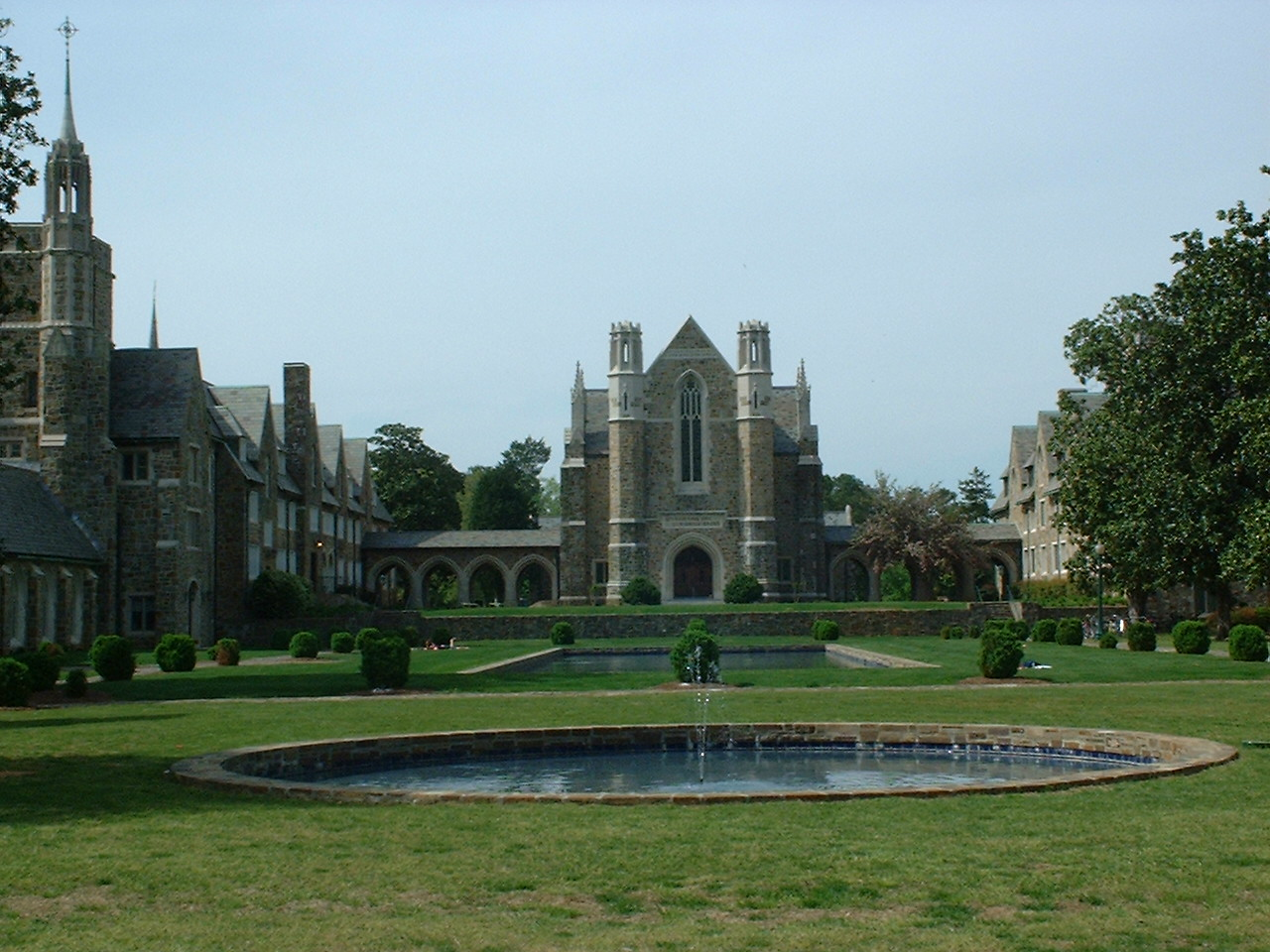
حمامات السباحة العاكسة أمام قاعة طعام فورد.

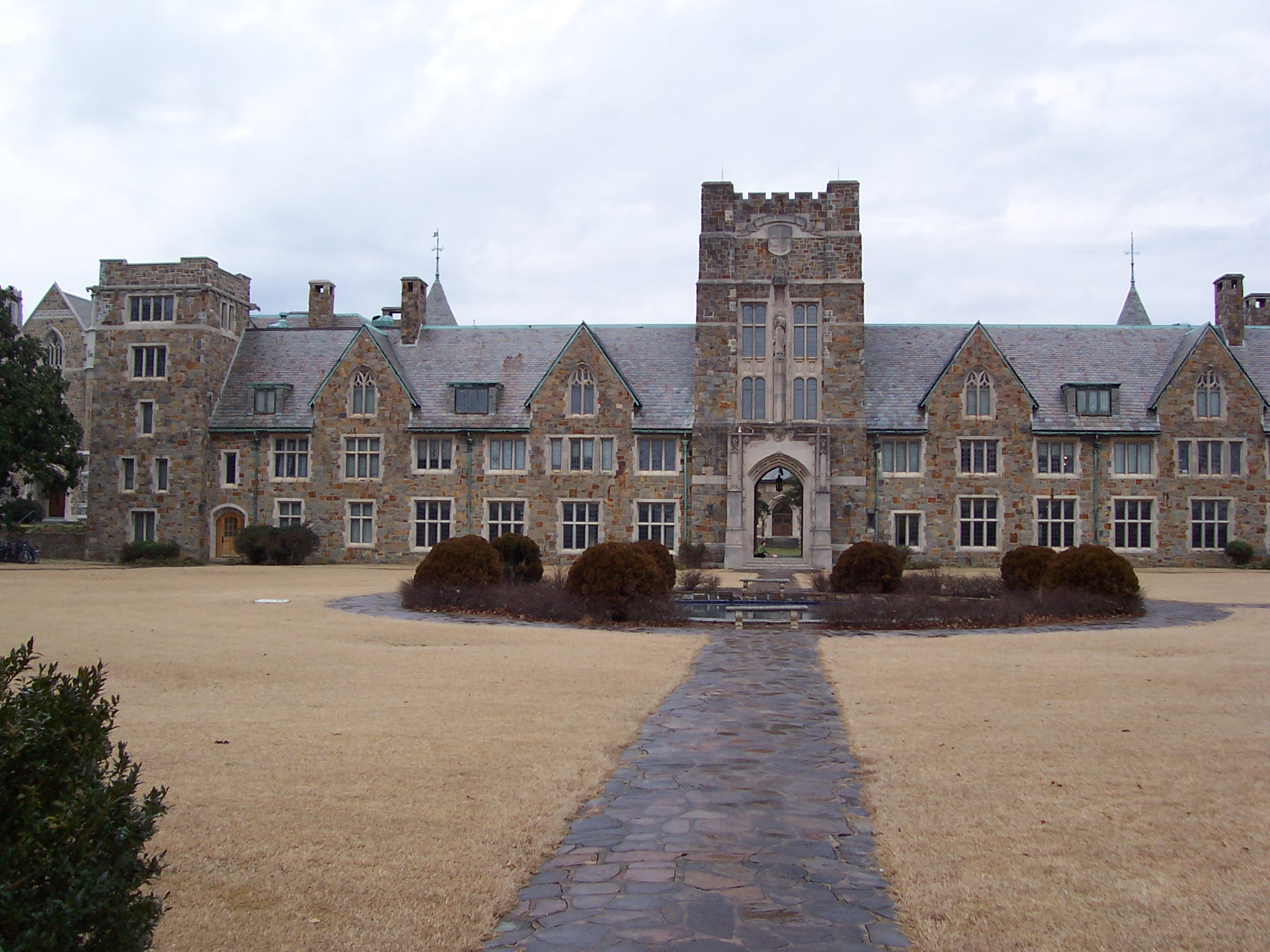
قاعة ماري.

تقدم كلية بيري درجة البكالوريوس في الآداب، وبكالوريوس الموسيقى، وبكالوريوس العلوم، وماجستير في إدارة الأعمال، وماجستير في التعليم، ودرجات التخصص في التعليم من المدارس الأربع التي تشكل برنامجها الأكاديمي. وهي معتمدة من قبل الرابطة الجنوبية للكليات والمدارس، كما أنها عضو في مجموعة أنابوليس، وهي منظمة تضم أكثر من 120 كلية للفنون الليبرالية في جميع أنحاء البلاد.

### برامج البكالوريوس
تقدم بيري شهادات في المدارس التالية:
- كلية كامبل للأعمال
- ميثاق مدرسة التربية والعلوم الإنسانية
- مدرسة إيفانس للعلوم الإنسانية والفنون والعلوم الاجتماعية
- كلية العلوم الرياضية والطبيعية

يمكن الحصول على شهادة ثانوية في 36 دورة دراسية مختلفة في جميع المدارس الأربعة. يقدم بيري أيضًا درجة جامعية في الدراسات متعددة التخصصات.

### برنامج الشرف
هو برنامج جامعي مصمم لإعطاء الطلاب المؤهلين فرصة للتعلم في بيئة مليئة بالتحديات الفكرية مع أقرانهم وأساتذتهم. يسمح البرنامج للطلاب بالحصول على دروس، والدراسة في الخارج في برامج شرفية فقط. خلال عامهم الأخير في بيري، يجب على الطلاب تقديم أطروحة والدفاع عنها. بعد التخرج يحصلون على دبلوم مرتبة الشرف.

### برامج الدراسات العليا
يقدم بيري درجة الماجستير في الآداب في برنامج التدريس وشهادة أخصائي التعليم في كلية تشارتر للتعليم والعلوم الإنسانية المعتمدين من قبل المجلس الوطني لتعليم المعلمين.
تقدم كلية كامبل للأعمال درجة الماجستير في إدارة الأعمال المعتمدة من قبل جمعية النهوض بكليات إدارة الأعمال.

### مركز الدعم الأكاديمي
يقع مركز الدعم الأكاديمي في المكتبة التذكارية في بيري وهو مفتوح لجميع طلاب بيري الذين يحتاجون للمساعدة. يوفر خدمات تعليمية للطلاب مجانًا لأي طالب يطلب ذلك، ويوفر أماكن إقامة أكاديمية للطلاب الذين لديهم إعاقة موثقة. كما يقدم استشارات لإدارة الوقت ومهارات الدراسة في بيئة فردية لطلاب بيري.

## الدين
بيان مهمة كلية بيري هو «القيم القائمة على المبادئ المسيحية».  اختار مجلس الكلية إغلاق أكاديمية المدارس المتوسطة والثانوية، واستخدم هذا العقار في الحرم الجامعي لجذب قيادة تشيك فيل إيه -وهي شركة مسيحية - من خلال برامجها الأساسية وين شيب.  يوجد في الحرم الجامعي قسيس وأربع مصليات وبرنامج دين نشط في الحياة يدعم جميع الطوائف والأديان المسيحية وغير المسيحية. تعترف المدرسة برابطة الطلاب من أجل مجتمع بين الأديان، وهي منظمة طلابية تشجع الحوار بين الأديان الممثلة في الحرم الجامعي.

## روابط خارجية
- الموقع الرسمي
- موقع كلية بيري لألعاب القوى
- علامات تاريخية:
  - كلية بيري
  - مطحنة مدارس بيري القديمة
  - المقصورة الأصلية